# John Allan Broun

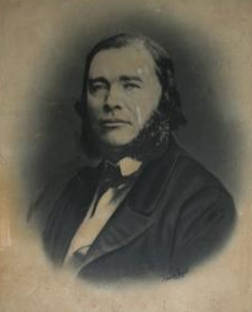
John Allan Broun

John Allan Broun (* 21. September 1817 in Dumfries; † 22. November 1879) war ein schottischer Wissenschaftler, der sich mit Meteorologie und Erdmagnetismus befasste.
Broun studierte an der University of Edinburgh bei James D. Forbes und leitete von 1842 bis 1849 das neu eingerichtete magnetische Observatorium von Thomas McDougall Brisbane in Makerstoun. Dabei entwickelte er auch neue Methoden und stellte auch meteorologische Beobachtungen an (mehrere Jahre lang jeweils stündlich außer an Sonntagen). Die Ergebnisse wurden in den Transactions of the Royal Society of Edinburgh veröffentlicht. 1852 wurde er Direktor des Observatoriums in Trivandrum (heute Thiruvananthapuram), der Hauptstadt des Königreichs Travancore an der Südspitze Indiens (heute Kerala). Das Observatorium wurde 1841 gegründet und ist heute Teil der University of Kerala. Dort richtete er auch weitere Observatorien ein wie das auf dem Agastya Malai und leitete das Napier Museum. 1865 kehrte er über Lausanne und Stuttgart zurück nach England, wo er seine magnetischen Beobachtungen wissenschaftlich bearbeitete mit finanzieller Unterstützung der Royal Society.
Er entdeckte, dass das Erdmagnetfeld global seine Intensität änderte und dass die Sonnenaktivität magnetische Störungen verursachte. Broun fand eine Periode von 26 Tagen im Erdmagnetfeld, die er auf die Sonnenrotation zurückführte. Er entdeckte auch großräumige Änderungen des Luftdrucks in Indien.
1853 wurde er Fellow der Royal Society, deren Royal Medal er 1878 erhielt. 1859 erhielt er die Keith Medal der Royal Society of Edinburgh.